# Борислав Радовић
Борислав Радовић (Београд, 10. март 1935 — Београд, 26. април 2018) био је југословенски и српски песник, есејиста и преводилац.

## Биографија
У Београду је завршио студије опште књижевности са теоријом. Већи део радног века провео је као уредник у издавачкој делатности. Од 1952. када је као средњошколац почео облављивати стихове, бави се књижевношћу и преводилаштвом. Био је функционер Централног комитета Савеза комуниста Србије. Енес Халиловић га је описивао као човека грофовског држања и достојанства.

## Критичка оцена
Борислав Радовић се сматра једним од најзначајнијих српских песника двадесетог века. Уз Јована Христића и Ивана В. Лалића, Радовић је најзначајнији песник културе код нас. Познат као језички перфекционист и истраживач стилских средстава, Радовић је ретко и нерадо објављивао своје танке збирке песама. У почетку схваћен као представник неосимболистичког стила, после десет година паузе појавио се са сасвим другачијим песама. Песме писане после 1971. представљају једну књигу коју је аутор до краја деведесетих полако допуњавао. Ове песме се одликују правилном синтаксом, одсуством песничких украса, и шкртошћу у изразу која никада не прелази у херметизам. У позадини сваке од тих песама налази се животно или литерарно искуство, које је дубоко промишљено и дато у јасно уобличеним стиховима. Радовић се клони апстракција тако да свака конкретна слика остаје то што је и управо таква плени читаоца.
Последњих година је своје несвакидашње искуство писања, превођења и читања поезије поделио са читаоцима у виду неколико есејистичких књига.

## Награде и признања
- Бранкова награда, за књигу песама Поетичности, 1957.
- Октобарска награда, за препев књиге Морекази Сен-Џона Перса, 1963.
- Нолитова награда, за књигу песама Братство по несаници, 1967.
- Змајева награда, за књигу песама Братство по несаници, 1967.
- Награда „Бранко Миљковић”, за књигу Песме 1971–1972, 1983.
- Награда Жељезаре Сисак, 1984.
- Дисова награда, 1985.
- Награда „Круна деспота Стефана Лазаревића”, 1994.
- Награда „Васко Попа”, за књигу Песме, 1995.
- Награда „Рамонда сербика”, 1996.
- Награда „Беловодска розета”, 1998.
- Награда „Милош Н. Ђурић”, за превод књиге Луј Ламбер Онореа де Балзака, 1999.
- Награда „Десанка Максимовић”, 2001.
- Награда „Жичка хрисовуља”, 2002.
- Награда „Ђорђе Јовановић”, за књигу есеја О Песницима и поезији, 2002.

## Дела

### Збирке песама
- Поетичности, Београд 1956.
- Остале поетичности, Београд 1959.
- Маина, Нови Сад 1964.
- Братство по несаници, Београд 1967.
- Описи, гесла, Београд 1970.
- Изабране песме, Београд 1979.
- Песме 1971-1982, Београд 1983.
- Изабране песме 1954-1984, Београд 1985.
- Тридесет изабраних песама, Београд 1985.
- Песме 1971-1991, Бања Лука 1991.
- Песме, Београд 1994.
- Песме, Београд 2002.
- Четрдесет две изабране песме, Београд 2007.

### Есеји
- Рвање с анђелом и други записи, Београд 1996.
- О песницима и о поезији, Бања Лука 2001.
- Неке ствари, Београд 2001.
- Читајући Вергилија, Бања Лука 2004.
- Још о песницима и о поезији, Београд 2007.

### Преводи
- Морекази, Сен-Џона Перса, 1963.
- Изабране песме Пола Елијара, 1971.
- Париски сплин, Шарла Бодлера, 1975.
- Луј Ламбер, Онореа де Балзака, 1999.